# 木村太郎 (銀行家)
木村 太郎（きむら たろう、1931年（昭和6年）- ）は、日本の銀行家。戦後A級戦犯として絞首刑に処された陸軍大将木村兵太郎の長男。日本銀行監事などを歴任した。

## 経歴
東京市出身。永田町小学校（現・千代田区立麹町小学校）卒業。新制の東京大学法学部を卒業。卒業後、日本銀行に入行し、以来平成5年（1993年）に退行するまで、監事などの職を歴任した。退行後は、父・木村兵太郎が合祀されている靖国神社をめぐるA級戦犯の分祀を神社側主導で実現させようと働きかけていた。